# Некрасов, Дмитрий Фёдорович
Дмитрий Фёдорович Некрасов (7 ноября 1920, дер. Осипово, Череповецкая губерния — 10 марта 1997, Донецк) — советский офицер-танкист в Великой Отечественной войне, Герой Советского Союза (15.05.1946). Полковник.

## Биография
Родился 7 ноября 1920 года в деревне Осипово (ныне в Пестовском районе Новгородской области). В 1937 году окончил среднюю школу в деревне Богослово Пестовского района Ленинградской области, затем окончил два курса Ленинградской лесотехнической академии. С декабря 1939 года работал в Абросовском межлесопункте Пестовского леспромхоза в должности технического руководителя.
В июне 1940 года Пестовским районным военкоматом был призван на срочную службу в Красную Армию, где служил в стрелковых частях. С июня 1941 года участвовал в боевых действиях Великой Отечественной войны на Ленинградском фронте, а с октября 1941 года — на Волховском фронте. 10 февраля 1942 года был тяжело ранен. После госпиталя был направлен на учёбу в Горьковское танковое училище, по окончании которого в 1943 году направлен в 11-ю танковую бригаду на Юго-Западный фронт командиром танка. 31 мая 1943 года был награждён медалью «За отвагу». В 1943 году вступил в ВКП(б).
С октября 1943 года — на 4-м Украинском фронте. Командовал танковым взводом, с 1944 года — командир танковой роты. 14 раз покидал подбитые и горящие танки был контужен и ранен. 3 января 1944 года был награждён орденом Отечественной войны 1-й степени. С сентября 1944 года — на 2-м Украинском фронте. В боях на прежней венгерской границе (6 по 17 октября 1944 года) лично уничтожил танк, 10 орудий, две миномётных батареи, 4 автомашины, а также большое количество живой силы противника. 8 декабря 1944 года был награждён орденом Отечественной войны 2-й степени. 7 января 1945 года, в районе деревни Замоль (Венгрия), в ходе Будапештской операции, командуя четырьмя танками, Некрасов принял бой с 20 танками противника и двумя ротами пехоты; — советские танкисты уничтожили 13 немецких танков (лично командир роты Некрасов подбил 6 танков) и 8 бронетранспортёров, истребили до роты пехоты. 12 января 1945 года был награждён орденом Красного Знамени.
На территории Чехословакии, в ходе наступательной операции на Моравско-Остравском направлении, 16 апреля 1945 года близ деревни Маркуваны командир роты Некрасов лично организовал и провёл разведку, что позволило внезапной атакой, без единого повреждения своих танков, разгромить гарнизон противника в той деревне, при этом было уничтожено 2 танка, 3 бронетранспортёра, 5 орудий, 12 автомашин и до 200 солдат противника; 17 апреля 1945 года танковая рота под командованием Некрасова, освободив от противника деревни Жабчица и Грушованы, первой вышла к реке Свратка, захватив переправу через неё. Командир роты Некрасов был ранен в этом бою, но не оставил командование, только после второго — тяжёлого ранения и подхода главных сил 41-й гвардейской танковой бригады. 15 мая 1945 года был награждён орденом Красного Знамени, через год, указом Президиума Верховного Совета СССР от 15 мая 1946 года Некрасову Дмитрию Фёдоровичу было присвоено звание Героя Советского Союза с вручением ордена Ленина и медали «Золотая Звезда».
После войны продолжил воинскую службу, в 1946 году окончил Высшую офицерскую бронетанковую школу. Служил в танковых войсках до увольнения в запас в 1971 году в звании полковника. Затем работал начальником отдела кадров комбината «Донецкуголь» в городе Донецк.
Умер 10 марта 1997 года. Похоронен в Донецке.

## Награды
- Медаль «Золотая Звезда» Героя Советского Союза (15.05.1946);
- орден Ленина (15.05.1946);
- два ордена Красного Знамени (12.01.1945, 15.05.1945);
- два ордена Отечественной войны 1-й степени (3.01.1944, 11.03.1985);
- орден Отечественной войны 2-й степени (8.12.1944);
- орден Красной Звезды (30.12.1956);
- медали, в том числе медаль «За отвагу», медаль «За боевые заслуги» (19.11.1951), медаль «За взятие Будапешта», медаль «За освобождение Праги»
- иностранная награда — медаль Чехословакии.

## Память
В 2006 году школе деревни Богослово, которую окончил Дмитрий Фёдорович, решением Думы Пестовского муниципального района Новгородской области, было присвоено имя Героя Советского Союза — Дмитрия Фёдоровича Некрасова, выпускника школы 1937 года, уроженца деревни Осипово (Богословское сельское поселение).